# Estadio de Sóftbol de Fengtai
El Estadio de Sóftbol de Fengtai es un campo de sóftbol situado en Pekín, China, que acogió la competición de sóftbol durante los Juegos Olímpicos de Pekín 2008.
El complejo deportivo está formado por dos campos de juego y uno de entrenamiento. El estadio tiene un aforo disponible para 13 000 espectadores y ocupa 15.570 metros cuadrados. Además, también tiene un campo auxiliar con una capacidad de 3.500 espectadores y dos campos de entrenamiento.
Esta instalación también fue sede de algunos eventos disputados durante los Juegos Asiáticos de 1990, así como de la Copa Mundial de Sóftbol celebrada en 1992.
La renovación del estadio se completó el 28 de julio de 2006, estando disponible para el XI Campeonato de Mundial de sóftbol de finales de agosto. Fue la primera sede olímpica en completarse y ser estrenada.